# M/S Gustaf af Klint
M/S Gustaf av Klint är ett svenskt sjömätningsfartyg, som byggdes 2015 på Dockstavarvet i Docksta i Kramfors kommun för Sjöfartsverket.
Fartyget använder en sjömätningsmetod, som benämns ramning. Den innebär att bottendjupet mäts med en ramstock som är upphängd i ett vinschsystem över aktern. Ramstocken framförs med 28 meters bredd - vilket som kan förkortas till 8 eller 18 meter - på ett förinställt djup och i en fart på cirka en knop. Den är försedd med sensorer, som registrerar kontakt med föremål på botten. Fartyget har tvärpropellrar i både för och akter för att fartyget ska kunna framföras på en rak linje, även under vind och med strömmar.

## Föregångare
M/S Gustaf av Klint är namngivet efter sjömilitären och kartografen Gustaf af Klint, som levde mellan 1771 och 1840. Ett tidigare sjömätningsfartyg har namngivits efter honom, nämligen HMS Gustaf af Klint, som byggdes 1941 och som efter sin tjänstgöring 1980 blev hotellfartyg i Stockholm.